# 娑婆ラバ
『娑婆ラバ』（シャバラバ）は、2015年9月9日にワーナーミュージック・ジャパンよりリリースされたパスピエのメジャー3枚目のフルアルバム。

## 概要
前作『幕の内ISM』から約1年3ヶ月ぶりのリリース。「トキノワ」はNHK Eテレ『境界のRINNE』のエンディング曲（2015年4月～6月）。「裏の裏」は同作オープニング曲（2015年7月～9月）で使用された。
通常盤と初回限定盤が発売。初回限定盤は特殊パッケージ仕様、パスピエ謹製ふろしきと「2014年12月21日 パスピエTOUR 2014 “幕の内ISM” at Zepp DiverCity (TOKYO)」の一部を収録したDVD、そして2015年12月22日開催の日本武道館公演の参加者を対象にしたくじ引き参加券が付属。
シングル・アルバムを通じてパスピエ初のトップ10入り、オリコンウィークリーチャート初登場8位を獲得した。
リリース記念にレンタル限定ミックスCD『パスピエ BEST MIX vol.1』が制作された。

## 収録曲
| 全作曲: 成田ハネダ、全編曲: パスピエ。 |                      |                          |            |      |
| #                                      | タイトル             | 作詞                     | 作曲・編曲 | 時間 |
| 1.                                     | 「手加減の無い未来」 | 大胡田なつき             | 成田ハネダ | 3:41 |
| 2.                                     | 「裏の裏」           | 大胡田なつき             | 成田ハネダ | 4:58 |
| 3.                                     | 「アンサー」         | 大胡田なつき             | 成田ハネダ | 3:44 |
| 4.                                     | 「蜘蛛の糸」         | 大胡田なつき             | 成田ハネダ | 3:45 |
| 5.                                     | 「術中ハック」       | 大胡田なつき             | 成田ハネダ | 3:48 |
| 6.                                     | 「贅沢ないいわけ」   | 大胡田なつき             | 成田ハネダ | 5:11 |
| 7.                                     | 「花」               | 大胡田なつき             | 成田ハネダ | 5:23 |
| 8.                                     | 「ハレとケ」         | 大胡田なつき             | 成田ハネダ | 4:07 |
| 9.                                     | 「つくり囃子」       | 大胡田なつき             | 成田ハネダ | 4:19 |
| 10.                                    | 「ギブとテイク」     | 大胡田なつき             | 成田ハネダ | 2:40 |
| 11.                                    | 「トキノワ」         | 大胡田なつき             | 成田ハネダ | 4:34 |
| 12.                                    | 「素顔」             | 大胡田なつき、成田ハネダ | 成田ハネダ | 4:35 |
| 合計時間:                              | 合計時間:            | 合計時間:                | 50:45      |      |

## 特典DVD
初回限定盤に付属。「2014年12月21日 パスピエTOUR 2014 “幕の内ISM” at Zepp DiverCity (TOKYO)」の一部を収録。
| 全作詞: 大胡田なつき、全作曲: 成田ハネダ、全編曲: パスピエ。 |                                          |              |            |
| #                                                            | タイトル                                 | 作詞         | 作曲・編曲 |
| 1.                                                           | 「MATATABISTEP」                         | 大胡田なつき | 成田ハネダ |
| 2.                                                           | 「トーキョーシティ・アンダーグラウンド」 | 大胡田なつき | 成田ハネダ |
| 3.                                                           | 「七色の少年」                           | 大胡田なつき | 成田ハネダ |
| 4.                                                           | 「チャイナタウン」                       | 大胡田なつき | 成田ハネダ |
| 5.                                                           | 「はいからさん」                         | 大胡田なつき | 成田ハネダ |
| 6.                                                           | 「贅沢ないいわけ」                       | 大胡田なつき | 成田ハネダ |
| 7.                                                           | 「S.S」                                  | 大胡田なつき | 成田ハネダ |
| 8.                                                           | 「シネマ」                               | 大胡田なつき | 成田ハネダ |

## パスピエ BEST MIX vol.1
2015年9月9日レンタル開始。ミックス：辻凡人（Shleeps）。
| 全作曲: 成田ハネダ、全編曲: パスピエ。 |                    |                          |            |      |
| #                                      | タイトル           | 作詞                     | 作曲・編曲 | 時間 |
| 1.                                     | 「つくり囃子」     | 大胡田なつき             | 成田ハネダ | 4:09 |
| 2.                                     | 「MATATABISTEP」   | 大胡田なつき             | 成田ハネダ | 2:15 |
| 3.                                     | 「とおりゃんせ」   | 大胡田なつき             | 成田ハネダ | 1:45 |
| 4.                                     | 「シネマ」         | 大胡田なつき             | 成田ハネダ | 3:27 |
| 5.                                     | 「チャイナタウン」 | 大胡田なつき             | 成田ハネダ | 1:28 |
| 6.                                     | 「S.S」            | 大胡田なつき             | 成田ハネダ | 2:30 |
| 7.                                     | 「裏の裏」         | 大胡田なつき             | 成田ハネダ | 2:17 |
| 8.                                     | 「トロイメライ」   | 大胡田なつき             | 成田ハネダ | 1:32 |
| 9.                                     | 「最終電車」       | 大胡田なつき             | 成田ハネダ | 1:29 |
| 10.                                    | 「電波ジャック」   | 大胡田なつき、成田ハネダ | 成田ハネダ | 2:13 |
| 11.                                    | 「フィーバー」     | 大胡田なつき             | 成田ハネダ | 1:55 |
| 12.                                    | 「トキノワ」       | 大胡田なつき             | 成田ハネダ | 2:30 |
| 13.                                    | 「七色の少年」     | 大胡田なつき             | 成田ハネダ | 4:22 |
| 合計時間:                              | 合計時間:          | 合計時間:                | 31:52      |      |

## クレジット
- 大胡田なつき：ボーカル
- 成田ハネダ：キーボード
- 三澤勝洸：ギター
- 露崎義邦：ベース
- やおたくや：ドラムス